# Störmecke (Schmallenberg)
Störmecke ist ein Stadtteil von Schmallenberg im Hochsauerlandkreis in Nordrhein-Westfalen (Deutschland).

## Geographie
Der Weiler liegt knapp sieben Kilometer südöstlich der Schmallenberger Kernstadt bzw. rund drei Kilometer südlich des Schmallenberger Stadtteils Grafschaft auf rund 430 m ü. NN. Angrenzend an Störmecke liegen die Orte Latrop, Schanze, Grafschaft und Kühhude. In Störmecke wohnen drei Einwohner.

## Geschichte
Mehrere Köhlerfamilien ließen sich um 1730, auf Anregung des Klosters Grafschaft, in einfachen Behausungen im Raum Latrop nieder. Sieben Jahre später vermählte sich ein Köhler aus der Sippe Bräutigam mit einer Frau aus Grafschaft. Die Familie zog später nach Wennemen. Zwei Söhne der Familie kehrten um 1800 zurück. Im Jahre 1815 errichtete einer der Brüder das erste feste Haus in Störmecke. Wegen der schlechten Wohnverhältnisse ersuchte auch der andere Bruder um eine Genehmigung bei der hessischen Forstbehörde zum Bau eines festen Wohnhauses. Sein erster Antrag im Jahre 1810 und das darauffolgende Gesuch wurden jedoch abgelehnt. Der dritte Antrag im Jahre 1815 verlief positiv, so dass vermutlich im selben Jahr das zweite Wohnhaus in Störmecke fertiggestellt werden konnte (das heutige Haus Becker). Ein weiteres Haus der Familie Degenhardt entstand um 1835.
Bis zur kommunalen Neugliederung gehörte Störmecke zur Gemeinde Grafschaft, seit dem 1. Januar 1975 zur Stadt Schmallenberg.

## Sonstiges
Bei der Aufarbeitung der Geschichte der Häuser in Latrop konnte erforscht werden, dass die Vorfahren des früheren deutschen Botschafters bei den Vereinten Nationen und späteren Justizministers des Bundeslandes Brandenburg, Hans-Otto Bräutigam, ebenso aus Latrop-Störmecke stammen, wie die des bekannten Schmallenberger Country-Stars Tom Astor.